# Partenopeo (tragedia)
Partenopeo (in greco antico: Παρθενοπαῖоς?) è una tragedia greca che fu scritta nel IV secolo a.C. allo scopo di essere attribuita al tragediografo greco  Sofocle. Autore del falso fu Dionisio il Rinnegato (filosofo che deve il suo epiteto al fatto di aver abbandonato l'originaria adesione allo stoicismo per abbracciare l'edonismo professato dalla dottrina cirenaica).
L'apocrifo era concepito con uno scopo culturale preciso, tendere un tranello ai danni di Eraclide Pontico (che un tempo, forse, era stato suo maestro) con uno scherzo che ne doveva colpire la figura e la rispettabilità di studioso ed erudito.

## Storia del falso
La fattura del falso era così accurata che Eraclide (anch'egli, peraltro, responsabile di qualche falso) non ebbe esitazioni a riconoscere la tragedia come autentica, traendone perfino alcune citazioni. Non cambiò opinione nemmeno quando Dionigi rivelò la vera natura dell'opera, svelandone anche la paternità. Anche allora Eraclide non arretrò dalla sua convinzione e continuò a sostenerne la genuinità.
Allora Dionisio fece notare un particolare curioso: le iniziali delle prime righe dell'opera componevano un acrostico che rivelava il nome del suo eromenos, Pankalos, ma nemmeno questo dettaglio valse a convincere Eraclide, il quale sostenne doversi attribuire a una pura casualità.
A quel punto l'autore del falso invitò a proseguire la lettura delle iniziali dei versi, che svelavano un altro indizio da lui lasciato, un distico il cui suono era il seguente:
()
Ma a smascherare in modo definitivo la presunzione di Eraclide, e a farlo desistere dalla sua ostinazione, fu il prosieguo della lettura nei successivi versi, le cui iniziali svelavano l'ultimo e decisivo indizio, un acrostico che conteneva frase irridente e, stavolta, inequivocabile: 
()
La tradizione aneddotica prosegue narrando della reazione del destinatario dello scherzo, che sarebbe arrossito dalla vergogna.